# Elliptio cylindracea
Elliptio cylindracea је шкољка из реда Unionoida и фамилије Unionidae.

## Угроженост
За ову врсту нема довољно података о угрожености.

## Распрострањење
Ареал врсте је ограничен на једну државу. 
Сједињене Америчке Државе су једино познато природно станиште врсте, државе Џорџија и Јужна Каролина.

## Станиште
Станиште врсте су слатководна подручја.

## Синоними
- Elliptio lugubris (Lea, 1838)
- Unio lugubris (Lea, 1838)[3]
- Unio geddingsianus I. Lea, 1840
- Unio tuomeyi I. Lea, 1852[4]